# Deje IK
Deje IK är en svensk fotbollsklubb från Deje i Värmland. Klubben bildades 24 oktober 1926 och spelar säsongen 2024 i Division 5 Värmland Västra.